# 炮兵部隊
在軍事組織中，炮兵部隊（Artillery battery）是指將火炮、迫擊砲系統、火箭炮、多管火箭炮、地對地導彈、彈道導彈、巡航導彈等武器系統編組而成的作戰單位，這種編組方式有助於提升戰場通訊與指揮控制效率，同時也能使砲兵班組及其武器系統獲得適當分散部署。該術語在海軍領域也用於描述軍艦上的「火炮部隊」（Gun battery）。

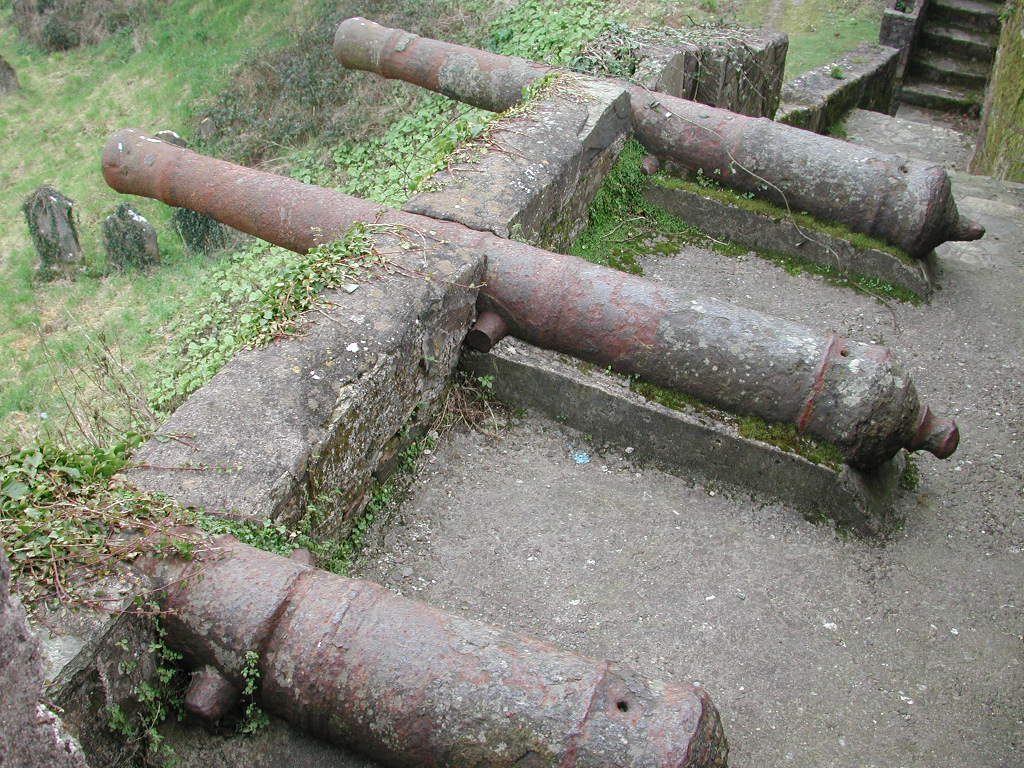
位於愛爾蘭科克郡約赫爾的英國火炮陣地遺跡

## 陸軍運用

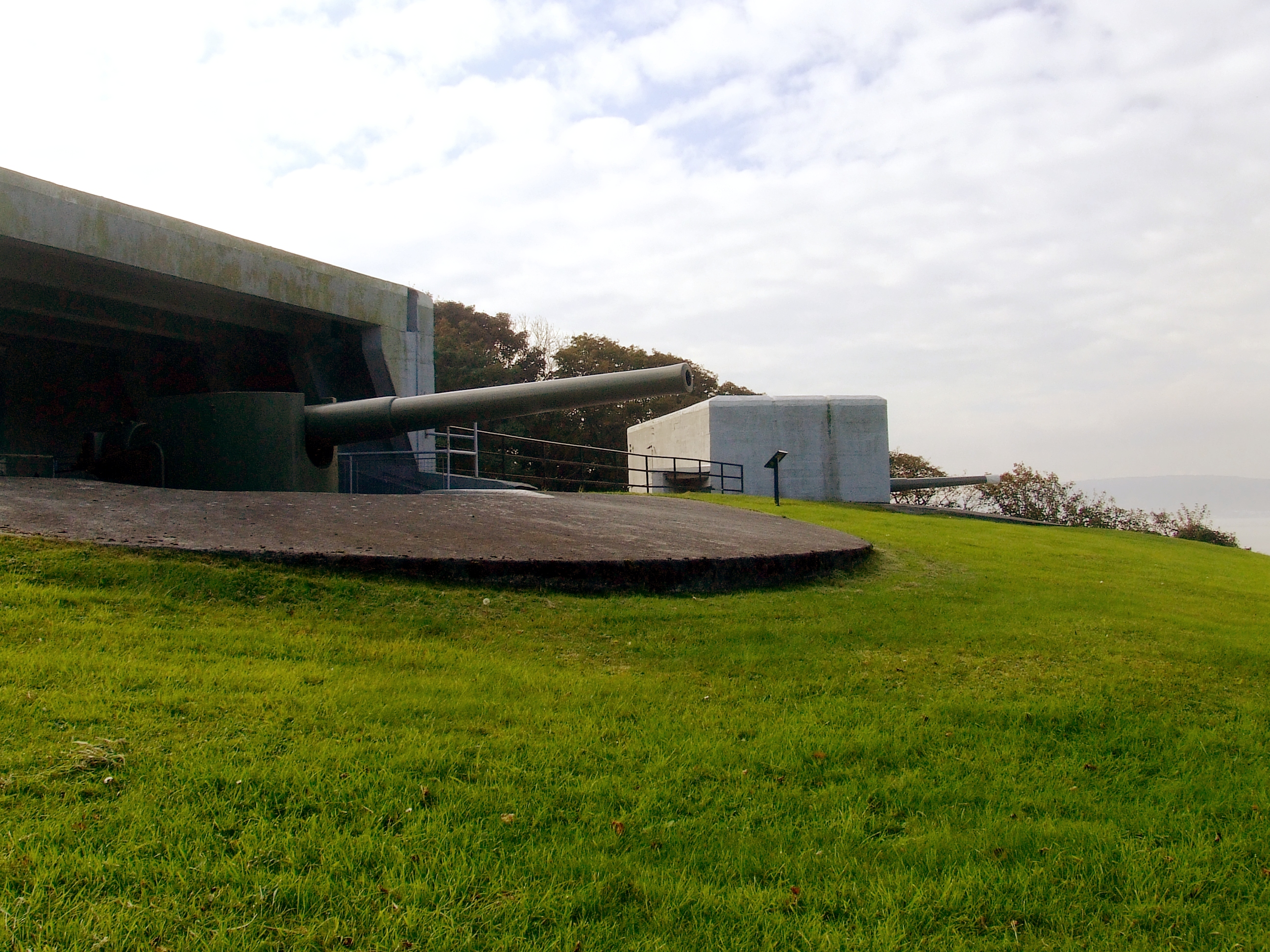
位於北愛爾蘭唐郡克勞福德本的海岸砲台

從歷史上看，「炮兵部隊」（Battery）指的是在戰鬥中臨時野戰陣地或圍攻要塞、城市時集體行動的火砲群。這種砲兵部隊可能混合裝備加農砲、榴彈砲或迫擊砲等不同類型火砲。一次圍城戰役可能在不同位置部署多個砲兵陣地。該術語後來也指固定要塞中用於海岸或邊境防禦的火砲群組。18世紀期間，「炮兵部隊」開始被用作和平與戰爭時期炮兵常設單位的組織術語，不過騎兵砲兵有時使用「騎兵中隊」（Troop），固定陣地砲兵則使用「連」（Company）。這些單位通常配備6至12門火炮，往往混編加農砲和榴彈砲。到19世紀末，「炮兵部隊」已成為標準術語，基本取代了「連」（Company）或「騎兵中隊」（Troop）的稱呼。
20世紀時，該術語普遍用於指稱炮兵兵種下屬的連級單位，包括野戰砲兵、防空砲兵、反坦克砲兵以及要塞（海岸與邊境防禦）砲兵。20世紀的炮兵部隊配備了迫擊砲、加農砲、榴彈砲、火箭炮和導彈等武器系統。

## 海軍運用

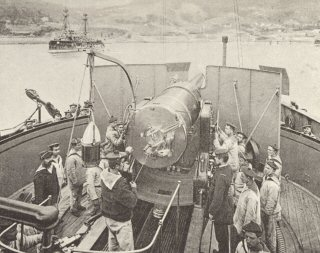
法國戰列艦紅可畏號（1876年）的砲座

「艦炮部隊」（Battery）在海軍領域是相對現代的術語。風帆時代的先進戰艦如戰列艦會在舷側配備數十門相似規格的火砲，有時分佈於多層甲板。這種佈局作為標準主武器配置延續了數個世紀，直到19世紀中期海軍線膛炮與旋轉砲塔的發展逐漸取代固定式火砲。
首個投入實戰的旋轉砲塔應用於美國鐵甲艦監視號，由約翰·埃里克森在南北戰爭期間設計。開放式砲座也被用於安裝可旋轉的主砲組。這兩種設計讓海軍工程師能大幅減少艦載火砲數量，使少量火砲即可集中火力攻擊艦艇任一舷側。後來這種趨勢發生逆轉，軍艦開始雜亂配置多種口徑武器，許多砲架安裝在艦體或上層建築上且射界有限。當混合部署兼具攻防功能的「主砲組」（Main battery）大口徑武器與「副砲組」（Secondary battery）較小口徑武器時，也產生了作戰概念上的混淆。
這種混亂局面隨著1906年革命性的「全重砲」戰艦無畏號的服役開始得到解決。該艦配備十門大口徑主砲組和用於自衛的較小副砲組。這種主力攻擊火力從標準四門大口徑火砲躍升至十門主砲組的突破性設計，使得其他所有戰列艦一夜間過時，因為其可投射的舷側齊射重量，以及數量優勢帶來的持續壓制火力，能夠擊潰任何同等規模的軍艦。

16英寸50倍徑Mark 7艦炮三聯裝砲塔剖面圖。三座此類砲塔構成愛荷華級戰列艦的主砲組

## 現代炮兵編制

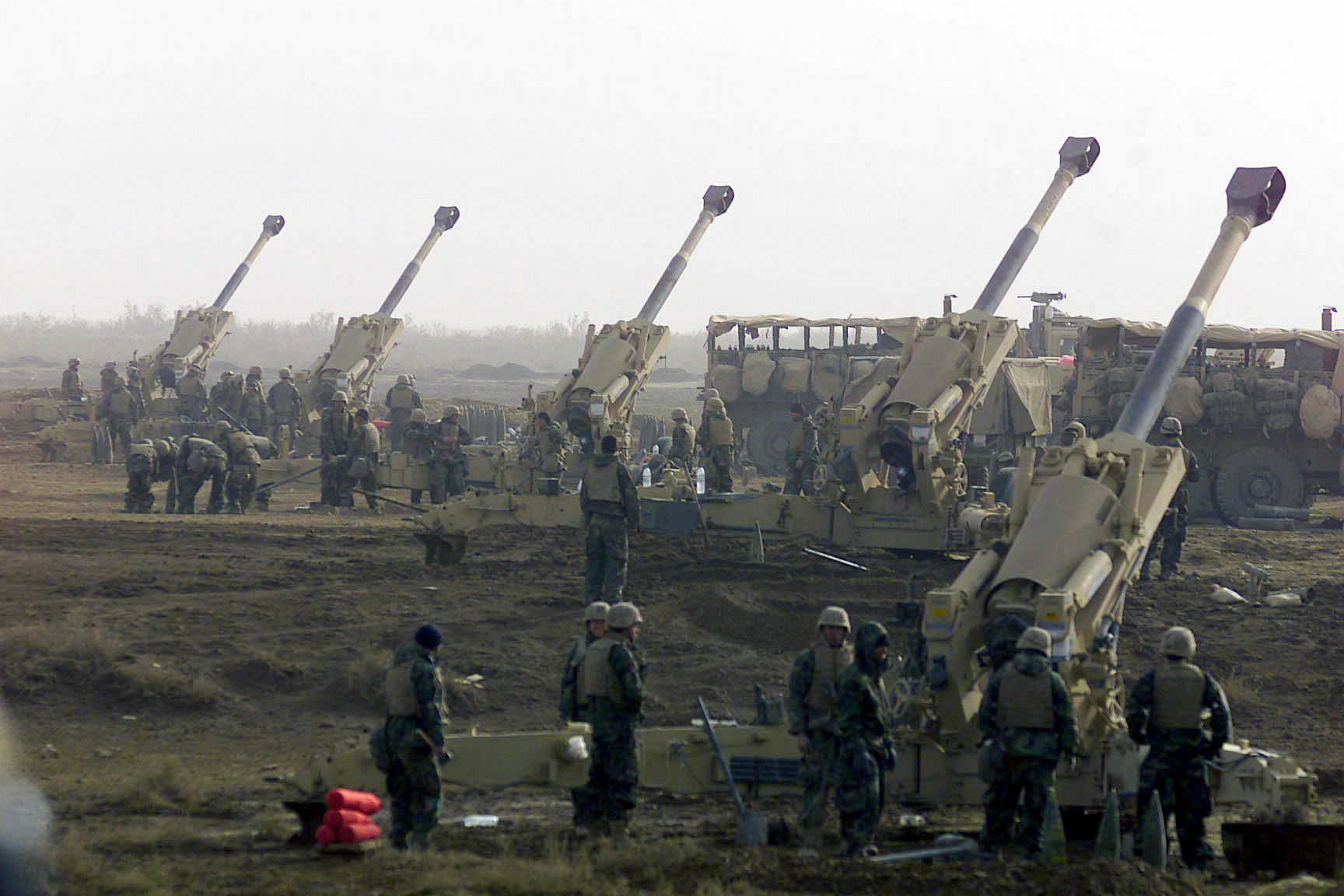
2003年伊拉克戰場上的美國海軍陸戰隊第11團2營I炮兵部隊

現代炮兵部隊通常配備6至8門榴彈砲或6至9部火箭發射器，編制100至200人，在組織層級上相當於「連級單位」（Company）。
在美國陸軍中，牽引式榴彈砲部隊一般配備6門火砲，而自走砲部隊（如M109炮兵部隊）則配備8門。其具體分類包括：
- 輕型炮兵部隊（Light battery）：裝備105毫米榴彈砲或同等火力；
- 中型炮兵部隊（Medium battery）：裝備155毫米榴彈砲或同等火力；
- 重型炮兵部隊（Heavy battery）：裝備203毫米或更大口徑火砲（現已非常罕見）；
- 各類特種炮兵部隊：如防空砲兵、導彈或多管火箭系統部隊；
- 指揮部隊（Headquarters battery）：本身不配備火砲，而是作為多個作戰炮兵部隊（如團級或營級）的指揮控制機構。

## 外部連結
- French Artillery of the Napoleonic Wars